# Acraea nigrescens
Acraea nigrescens är en fjärilsart som beskrevs av Eltringham 1912. Acraea nigrescens ingår i släktet Acraea och familjen praktfjärilar. Inga underarter finns listade i Catalogue of Life.